# Buerenia inundata
Buerenia inundata är en svampart som först beskrevs av P.A. Dang., och fick sitt nu gällande namn av M.S. Reddy & C.L. Kramer 1975. Buerenia inundata ingår i släktet Buerenia och familjen Protomycetaceae.   Inga underarter finns listade i Catalogue of Life.